# 奧蘭治萊克 (紐約州)
奧蘭治萊克（英語：Orange Lake）是位於美國紐約州奧蘭治縣的普查規定居民點。

## 人口
根據2020年美國人口普查的數據，奧蘭治萊克的面積為23.78平方千米，當中陸地面積為22.62平方千米，而水域面積為1.16平方千米。當地共有人口9770人，而人口密度為每平方千米410.85人。